# Hyboella keyensis
Hyboella keyensis är en insektsart som beskrevs av Günther, K. 1935. Hyboella keyensis ingår i släktet Hyboella och familjen torngräshoppor. Inga underarter finns listade i Catalogue of Life.